# Athyrium sefuricola
Athyrium sefuricola är en majbräkenväxtart som beskrevs av Kurata. Athyrium sefuricola ingår i släktet Athyrium och familjen Athyriaceae. Inga underarter finns listade.